# Pteroglossus humboldti
Pteroglossus humboldti ("humboldtarassari") är en fågel i familjen tukaner inom ordningen hackspettartade fåglar. Den betraktas i allmänhet som underart till skriftarassari (Pteroglossus inscriptus), men har getts artstatus av Birdlife International och IUCN, som kategoriserar den som livskraftig. Fågeln återfinns i Sydamerika från sydöstra Colombia och västra Brasilien till norra Bolivia.